# Thyssen AG

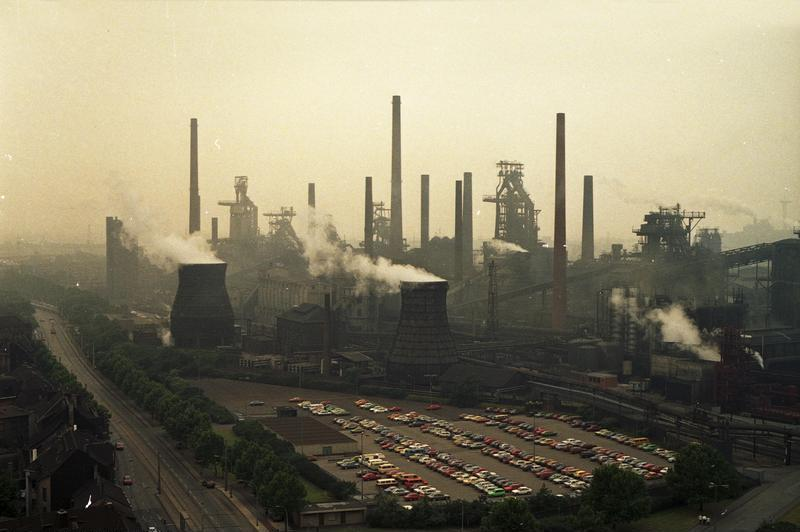
Acería Thyssen en Duisburgo (1988)

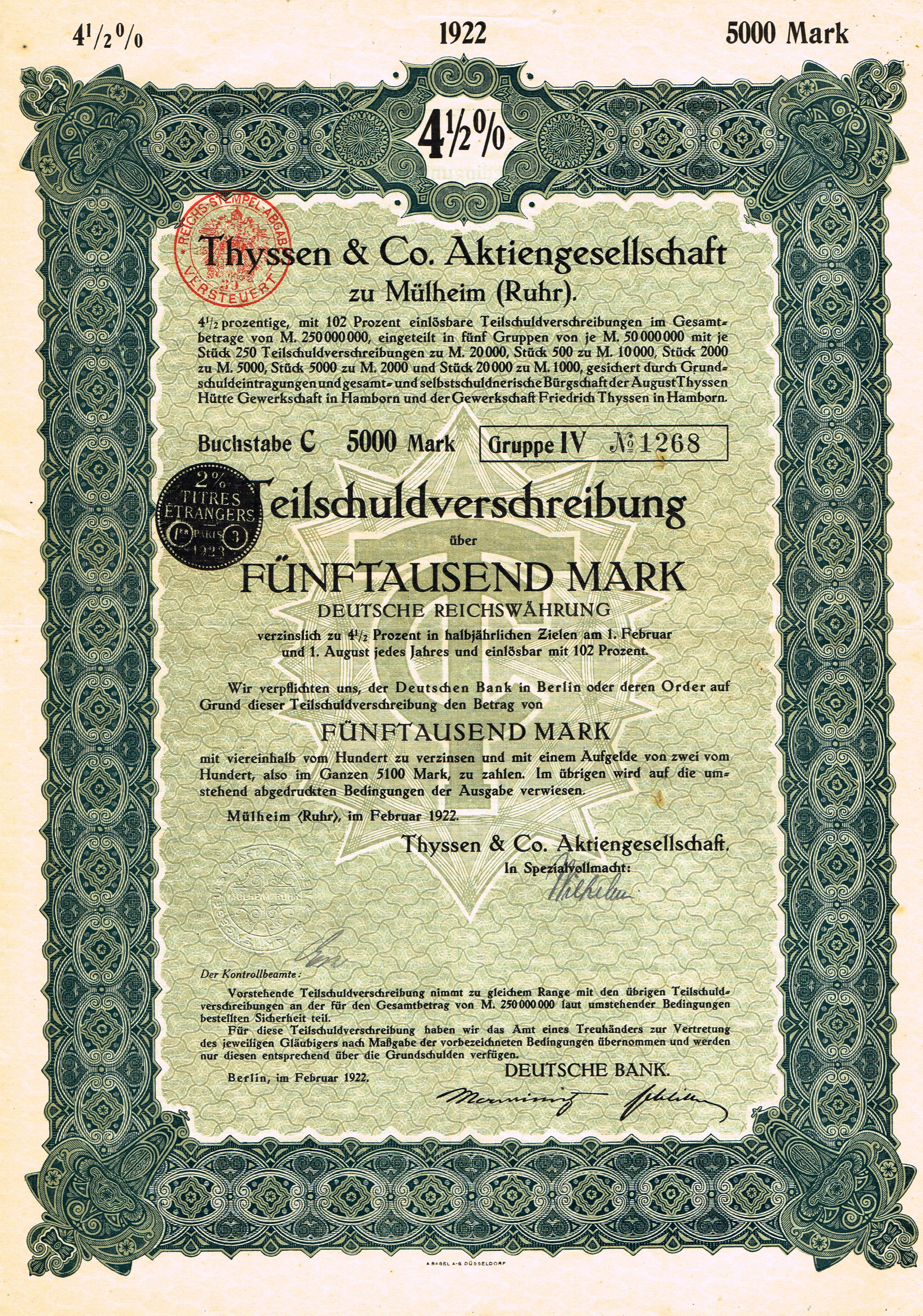
Bono de la Thyssen & Co. AG, emitido en febrero de 1922

Thyssen fue una importante empresa productora de acero alemana, fundada por August Thyssen. Después de más de 100 años de existencia, la empresa se fusionó con Friedrich Krupp AG Hoesch-Krupp para formar ThyssenKrupp en 1999.

## Historia
El 29 de septiembre de 1891, August Thyssen y su hermano Joseph Thyssen pasaron a poseer la totalidad de las acciones de la "Gewerkschaft Deutscher Kaiser", una empresa minera de carbón. El 17 de diciembre de 1891 se abrió una acería propiedad de la misma empresa en Hamborn (hoy parte de Duisburgo).
Posteriormente, la planta fue modernizada y ampliada por August Thyssen, convirtiéndose en una compañía integrada verticalmente que producía hierro y acero, y que fabricaba barcos y maquinaria de todo tipo.
Después de la Primera Guerra Mundial, vino la ocupación del Ruhr y la pérdida de muchos intereses de la compañía en el extranjero. Sin embargo, la empresa siguió siendo viable.
August Thyssen murió el 4 de abril de 1926, y su hijo Fritz Thyssen se convirtió en presidente de un nuevo grupo, la  Vereinigte Stahlwerke AG (United Steelworks) que estaba formado por un consorcio de empresas, con Thyssen representando el 26% del valor total del consorcio. En 1934, se fundó "August Thyssen-Hütte AG" como parte del nuevo grupo.
La política de rearme de la Alemania nazi y la guerra posterior hicieron que las plantas industriales se convirtieran en elementos esenciales para la economía de guerra. Después del final de la Segunda Guerra Mundial, los Aliados ordenaron que la empresa pasara a ser una sociedad mercantil, y en 1953 se formó en Duisburgo una nueva empresa, también llamada "August Thyssen-Hütte AG". Las otras factorías de la empresa en Duisburgo se convirtieron en entidades legalmente independientes, aunque en las décadas de 1950 y 1960 se reintegraron de nuevo al grupo Thyssen. Sin embargo, la división minera no se reagrupó, y así Thyssen se convirtió en gran parte en una empresa siderúrgica.
En 1954/55, el grupo se centró en realizar nuevas adquisiciones para restaurar la integración vertical del negocio, adquiriendo empresas mineras.
Se compraron otras empresas: Niederrheinischen Hütte AG en 1956, Deutschen Edelstahlwerke AG en 1957, Phoenix-Rheinrohr AG (fábricas y talleres de metalurgia) y Hüttenwerk Oberhausen AG en 1968. La gama de productos incluía perfiles y planchas de acero en todos los grados, incluyendo aleaciones especiales. A mediados de la década de 1960, August Thyssen-Hütte AG era el mayor productor de acero bruto de Europa y el quinto del mundo.
En la década de 1960, la empresa también formó alianzas cooperativas con empresas como Mannesmann AG. En 1972, empleaba a 92.200 personas y generaba ventas anuales de 9800 millones de marcos.
En 1973, la empresa adquirió Rheinstahl AG, que era principalmente una empresa fabricante de productos manufacturados. Esta oferta pública de adquisición redujo el dominio de la empresa en la industria del acero y lo convirtió en un conglomerado. En 1977, la empresa se convirtió en Thyssen AG, y Rheinstahl AG pasó a llamarse Thyssen Industrie AG en 1976.
En 1983 se escindió Thyssen Stahl AG. Durante la década de 1980, se llevaron a cabo conversaciones sobre la fusión entre Thyssen Stahl AG y Krupp Stahl AG. En ese momento no se concretó una alianza, pero se inició la cooperación en determinadas áreas de negocio (hojalata, acero eléctrico y acero inoxidable).
En 1997, las divisiones de producción de acero plano de ambos grupos se fusionaron para formar "Thyssen Krupp Stahl AG".
El 17 de marzo de 1999 se registró un nuevo grupo formado por la fusión de Thyssen y Krupp, y el 23 de octubre se produjo la fusión, formando ThyssenKrupp. Ese mismo año adquirieron la división de ascensores del conglomerado estadounidense  Dover Corporation.